# Río Rapel
Río Rapel, es un curso natural de agua que fluye en la Región del Libertador General Bernardo O'Higgins, formado en la confluencia de los ríos Cachapoal y Tinguiririca, los que confluyen en el lugar denominado "La Junta", que se haya actualmente inundado por el Lago Rapel, en la Cordillera de la Costa. El lago Rapel fue creado en el año 1979 con la construcción de la central hidroeléctrica de Rapel.
(No confundir con el río Rapel (Grande) de la cuenca del río Limarí.)

## Trayecto
Desde La Junta, el río corre hacia el noreste, hasta su desembocadura que se encuentra en la localidad de La Boca (Navidad) en el límite con la Región de Valparaíso. En su recorrido, no recibe afluentes de importancia, siendo el de mayor significación el estero Alhué.
Tiene una cuenca de 14 177 km², su longitud es de 60 km, tiene un caudal de 162 m³/s.

## Caudal y régimen
El caudal del río Rapel mismo esta controlado por las compuertas de la central hidroeléctrica Rapel.
En lo que se refiere al régimen de caudales, la Dirección General de Aguas divide la cuenca del río Rapel en 7 subcuencas:
1. Subcuenca Alta del Cachapoal, área drenada por el cauce alto del río Cachapoal, desde su origen en la cordillera de los Andes hasta la confluencia con el estero La Cadena, incluyendo el río Pangal. Se observa un régimen nival, con sus crecidas en diciembre y enero, resultado de deshielos. El período de estiaje se produce en el trimestre dado por los meses de junio, julio y agosto.
2. Subcuenca Media del Cachapoal, desde la confluencia del estero La Cadena hasta la unión con el río Claro de Rengo, ambos afluentes incluidos. Tiene un régimen nivo-pluvial, en que se aprecia una mayor influencia nival que pluvial. En años lluviosos, las crecidas se presentan entre junio y julio, y diciembre y enero, producto de lluvias invernales y deshielos cordilleranos, respectivamente. El período de estiaje esta en el trimestre dado por los meses de abril, mayo y junio.
3. Subcuenca Baja del Cachapoal, es la parte baja de la cuenca del río Cachapoal, desde la junta del estero Zamorano hasta la desembocadura del Cachapoal en el embalse Rapel, incluyendo la hoya del estero Zamorano. Muestra un régimen pluvio – nival, ya que se observa una mayor influencia pluvial que nival, sin embargo esta última no es despreciable. Los mayores caudales se observan entre junio y julio, producto de lluvias invernales. El período de estiaje ocurre en el trimestre dado por los meses de enero, febrero y marzo, debido principalmente al uso intensivo de agua para el riego.
4. Subcuenca Alta del Tinguiririca, el área drenada por la parte superior del río Tinguiririca, desde su nacimiento en la cordillera de los Andes hasta antes de la junta con el río Claro (Tinguiririca). Muestra un régimen nivo – pluvial con sus mayores caudales entre diciembre y enero, sin embargo presenta caudales importantes en junio y julio en años muy húmedos. El período de estiaje se presenta en general en el trimestre dado por los meses de abril, mayo y junio.
5. Subcuenca Baja del Tinguiririca, la parte baja del río Tinguiririca, desde la junta con el río Claro hasta su desembocadura en el embalse Rapel, incluyendo las hoyas del río Claro (Tinguiririca) y del estero Chimbarongo. Muestra un régimen pluvio – nival, con los mayores caudales en junio y julio, producto de lluvias invernales, y en menor medida en noviembre y diciembre debido a deshielos. El período de estiaje se presenta en el trimestre dado por los meses de febrero, marzo y abril, debido a un uso intensivo de agua para el riego.
6. Subcuenca del Alhué, área drenada por el estero Alhué, el que desemboca en el embalse Rapel. Muestra un régimen netamente pluvial, con sus mayores caudales entre junio y agosto, producto de lluvias invernales. Desde noviembre a abril se presentan caudales bastante bajos, sin embargo el período de estiaje se da estrictamente en el trimestre dado por febrero, marzo y abril, debido al desarrollo agrícola existente en la zona, que se traduce en un uso intensivo de agua para el riego.

## Historia

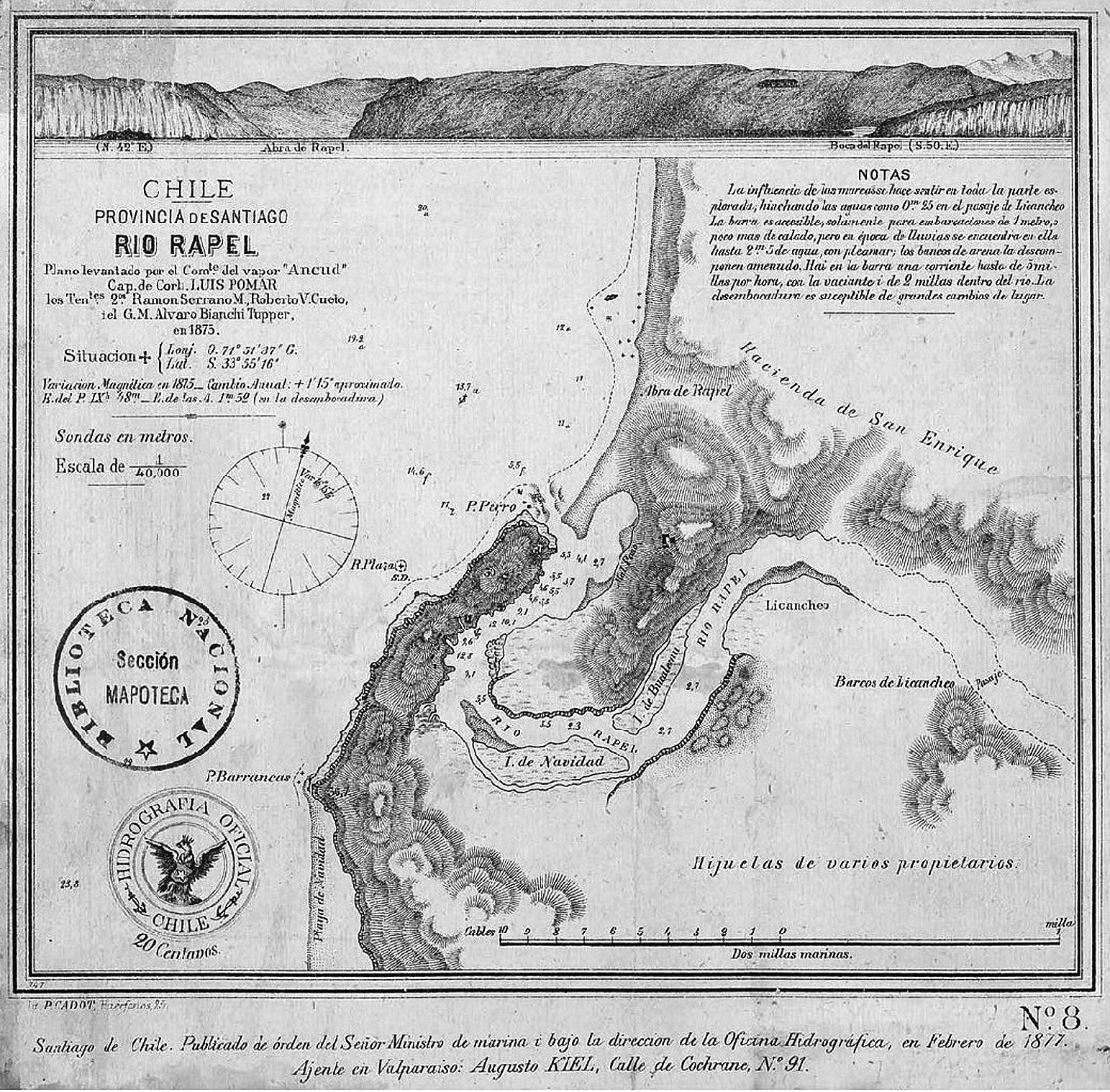
Mapa del río Rapel en 1877.

Francisco Solano Asta-Buruaga y Cienfuegos escribió en 1899 en su Diccionario Geográfico de la República de Chile sobre el río:
Rapel.-—Río principal de Chile formado de la reunión del Cachapual y el Tinguiririca verificada por los 34° 20' Lat. y 71° 29' Lon. y cosa de tres kilómetros al sur del pueblo de Llallauquén y á 113 metros sobre el nivel del Pacífico. Desde este punto, llamado la junta, se dirige hacia el NO. con un curso medianamente pando de 0,2 por 100, que no baja de 60 kilómetros hasta descargar en el Pacífico bajo los 33° 55' Lat. y 71° 51' Lon. En toda esta extensión su lecho es somero é inadecuado para la navegación por los bancos y obstrucciones de que está sembrado, á pesar del caudal que contiene, y por la barra de su boca; aunque dentro de ella forma una rebalsa ó estuario tortuoso y hondo de más de cinco kilómetros hasta poco más arriba de Licanchén y que la marea rellena. Afuera de la boca y contigua al ángulo norte se halla, sin embargo, una caleta abierta que con la denominación del mismo río, ha sido declarada puerto menor por decreto de 6 de diciembre de 1870, y de cuatro á cinco kilómetros hacia el NO. yacen los bajos de Rapel, llamados erróneamente de Topocalma, en que se levantan á flor de agua tres peñascos, entre los cuales y la costa queda pasaje para vapores. El principal afluente de este río es el riachuelo de Alhué, que recibe por la izquierda más abajo de Llallauquén. Su nombre original aparece ser Rapalevu, alteración ó contracción de rapgh. especie de arcilla, y leuvu, río, lo que sería: río que contiene ó lleva esta clase de limo.
Luis Risopatrón lo describe en su Diccionario jeográfico de Chile (1924) sobre el río:: 838 
Rapel (Rio) 34° 00' 71° 37' Es formado por los rios Cachapoal i Tinguiririca, que se reúnen a 113 m de altitud, corre hacia el NW obstruido por bancos, lleva unos 40 m3 de agua por segundo como promedio, tuerce al W, es navegable por embarcaciones de 200 toneladas de desplazamiento en los últimos 13 kilómetros de su curso i ofrece profundidades que varían de 0,5 a 6 ni a 1 km del mar, donde se vácia en un solo brazo, de 58 m de ancho; presenta una barra, a 150 m de su boca, cuya hondura en el canal varía entre 1 i 3 m. El flujo de la marea alcanza hasta Licancheo, donde forma una rebalsa o estuario. Su curso total alcanza a 240 km, con una hoya hidrográfica de 13 520 km3 de superficie. 1, iv, carta S; vi, p. 304: xviii, p. 323; i xxviii, p. 181; 15, n, p. 68 (1710); 61, 1850, p. 456; i xxxi, p. 205: 62, n, p. 67; 63. p. 307; 66, p. 234; 155, p. 643; i 156.